# Herbert Lucy
Herbert Lucy (* 20. November 1929; † 15. Januar 1994) war ein deutscher Gesamtbetriebsratsvorsitzender der Daimler-Benz AG.

## Leben
Herbert Lucy absolvierte in den Jahren 1944 bis 1947 im Mannheimer Werk des Automobilherstellers Mercedes-Benz eine Lehre zum Werkzeugmacher. In den Jahren 1947 bis 1958 war er bei Daimler-Benz in seinem Beruf tätig. Im Jahr 1958 wurde er freigestelltes Betriebsratsmitglied. Im Jahr 1964 rückte er zum Betriebsratsvorsitzenden im Werk Mannheim auf, obwohl er der SPD angehörte und damit nicht so radikal links eingestellt war wie seine Vorgänger. Im Jahr darauf wurde er Aufsichtsratsmitglied bei Daimler-Benz. Infolge der Wahl Ludwig Ratzels zum neuen Oberbürgermeister Mannheims im Juli 1972 wurde Lucy dessen Nachfolger als Vorsitzender des Mannheimer SPD-Kreisverbandes. Eine weitere Funktionsübernahme stellte sich schon im Folgejahr ein, als Karl Hauff am 12. Oktober 1973 als Daimler-Gesamtbetriebsratsvorsitzender ausschied. Die größer gewordene Betriebsrat-Aufgabe forderte ihren Tribut, sodass Lucy im Frühjahr 1976 den SPD-Kreisvorsitz niederlegen musste. Im Jahr 1978 wurde er stellvertretender Aufsichtsratsvorsitzender.
Er bekleidete außerdem Ehrenämter in der IG Metall, einmal als Beiratsmitglied und dann als Mitglied der Ortsverwaltung. Zwar war er kein SPD-Kreisvorsitzender mehr, hatte aber einen Stadtratssitz inne. Er engagierte sich stark für Gerhard Widder, dem er im Jahr 1983 ins Amt des Mannheimer Oberbürgermeisters verhalf, was sich als Glücksfall für die Stadt erwies und von der Bürgerschaft mit einer langen Amtszeit honoriert wurde. 1989 wiederum honorierten die Sozialdemokraten die Leistungen Lucys, indem sie ihn zum Fraktionsvorsitzenden wählten.
Am 20. November 1989 übernahm Karl Feuerstein den Vorsitz des Daimler-Gesamtbetriebsrates, da Lucy aus gesundheitlichen Gründen in den Ruhestand ging. Im Mai 1990 wurde ihm der Verdienstorden des Landes Baden-Württemberg verliehen. Im Frühjahr 1993 löste Peter Kurz den schwer erkrankten Herbert Lucy auf dessen eigenen Wunsch an der Spitze der SPD-Gemeinderatsfraktion ab. Lucy erlag seinem Leiden am 15. Januar 1994.

## Veröffentlichungen
- Kämpfen – ein Leben lang. Erinnerungen des Gesamtbetriebsrats-Vorsitzenden von Daimler-Benz. Mit einem Vorwort von Helmut Schmidt, R. Piper München/Zürich 1993. ISBN 3-492-03588-4.
- Geisterfahrt ins Leere. Roboter und Rationalisierung in der Automobilindustrie. Heinrich Buhmann, Herbert Lucy, Rolf Weber (Hrsg.), VSA Verlag, Hamburg 1984. ISBN 3-87975-262-1. (Darin ein Beitrag von Lucy selbst: Konsequenzen für die gewerkschaftliche Betriebspolitik, S. 43–49.)

## Auszeichnungen
- 1990: Verdienstorden des Landes Baden-Württemberg

## Würdigung
Direkt nach seinem Tod, noch im Januar 1994, beschloss der Gemeinderat nach vorheriger Abstimmung mit der Daimler-Benz AG die Umbenennung der 1985/1986 mit einer 4,5 Millionen-Mark-Spende von Daimler-Benz errichteten Carl-Benz-Halle im Alsenweg (am Alten Waldhof-Stadion). Mit der Umbenennung in Herbert-Lucy-Halle würdigte die Stadt Mannheim den Kommunalpolitiker für sein soziales Wirken und insbesondere die Ermöglichung des seinerzeit auf der Kippe stehenden Sportstättenbaus.